# Monika Surma-Gawłowska
Monika Surma-Gawłowska (ur. 1970, zm. 16 października 2020) – polska italianistka, literaturoznawczyni, wykładowczyni na Uniwersytecie Jagiellońskim.
W 2003 uzyskała stopień doktora nauk humanistycznych w dziedzinie literaturoznawstwa, w 2017 nadano jej stopień doktora habilitowanego. Pracowała w zespole opracowującym bibliografię polskich przekładów literatury włoskiej (Od Dantego do Fo, Od Boccaccia do Eco). Za książkę Komedia dell'arte otrzymała Nagrodę Literacką im. Leopolda Staffa.

## Książki
- Komedia dell'arte, Universitas, Kraków 2015
- Od Boccaccia do Eco. Włoska proza narracyjna w Polsce od XVI wieku do XXI wieku, Collegium Columbinum, Kraków 2011 (z Moniką Gurgul, Jadwigą Miszalską, Moniką Woźniak)
- Historia teatru i dramatu włoskiego od XIII do XVIII wieku, Universitas, Kraków 2008 (z Jadwigą Miszalską)
- Od Dantego do Fo. Włoska poezja i dramat w Polsce od XVI do XXI wieku, Collegium Columbinum, Kraków 2007 (z Moniką Gurgul, Jadwigą Miszalską, Moniką Woźniak)